# Xajhá
Xajhá	 es una localidad de México localizada en el municipio de Zimapán en el estado de Hidalgo.

## Toponimia
Xajhá es una palabra en idioma otomí que significa “tierra mojada”.

## Geografía
Se encuentra en la Sierra Gorda, le corresponden las coordenadas geográficas 20° 42’ 55.821” de latitud norte y 99° 29’ 34.222” de longitud oeste, con una altitud de 1861 m s. n. m. En cuanto a fisiografía se encuentra en la provincia del Eje Neovolcánico, dentro de la subprovincia de Llanuras y Sierras de Querétaro e Hidalgo; su terreno es de sierra. En lo que respecta a la hidrografía se encuentra posicionado en la región del Pánuco, dentro de la cuenca del río Moctezuma. Cuenta con un clima semiseco templado.

## Demografía
En 2020 registró una población de 417 personas, lo que corresponde al 1.05 % de la población municipal. De los cuales 198 son hombres y 219 son mujeres.
| Gráfica de evolución demográfica de Xajhá entre 1900 y 2020 |
|                                                             |
| Población registrada por los censos y conteos del INEGI.    |